# Saint-Cyran-du-Jambot
Saint-Cyran-du-Jambot är en kommun i departementet Indre i regionen Centre-Val de Loire i de centrala delarna av Frankrike. Kommunen ligger i kantonen Châtillon-sur-Indre som tillhör arrondissementet Châteauroux. År 2022 hade Saint-Cyran-du-Jambot 171 invånare.

## Befolkningsutveckling
Antalet invånare i kommunen Saint-Cyran-du-Jambot
Referens:INSEE